# الدوري التركي لكرة الطائرة للسيدات
الدوري التركي لكرة الطائرة للسيدات ويعرف أيضاً بدوري السلاطين هو أعلى دوري للكرة طائرة في تركيا. يتكون من 12 فريق ويعتبر أفضل دوري لكرة الطائرة للسيدات في العالم.